# Aristarh din Samos

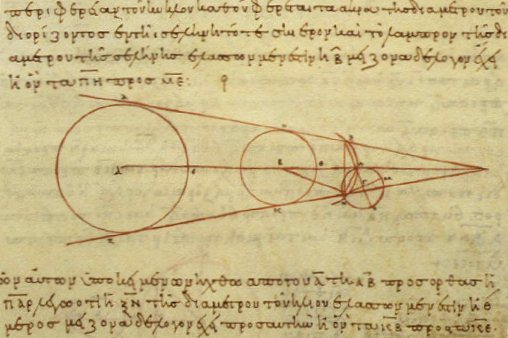
Calculele lui Aristarh privind mărimile relative ale Soarelui, Pământului și Lunii, după o copie din secolul al X-lea

Aristarh sau Aristarchus din Samos (n. 310 î.Hr., Samos, Administrația descentralizată a Mării Egee⁠⁠(d), Grecia – d. 230 î.Hr., Alexandria, Egipt) a fost un astronom și matematician grec, primul care a susținut că Pământul se rotește în jurul Soarelui, a fost ridiculizat pentru convingerile sale.

## Biografie
Arsitah a fost influențat de Filolaos din Croton, dar a identificat ”focul central” cu Soarele, și a pus celelalte planete în ordinea lor corectă de distanță în jurul Soarelui.[1- Draper, John William (2007) [1874]. "History of the Conflict Between Religion and Science". In Joshi, S. T. The Agnostic Reader. Prometheus. pp. 172–173. ISBN 978-1-59102-533-7.] A fost și primul astronom care a estimat (destul de imprecis) dimensiunile Soarelui și Lunii, ca și distanța de la acestea până la Pământ.
În anul 288 î.Hr dezvoltă teoria heliocentrică. A ajuns la concluzia că planetele se rotesc în jurul Soarelui, pornind de la dorința de a ști care este distanța de la Pâmant la Soare. Luând ca etalon distanța Pamânt-Lună, a considerat momentul cel mai indicat pentru efectuarea calcului 'Primul' sau 'Ultimul Pătrar', când cei trei aștri sunt poziționați în vârfurile unui triunghi dreptunghic, în care Luna corespunde unghiului drept. Deoarece era foarte dificil de stabilit cu exactitate acest moment, rezultatele lui Aristarh sunt inexacte. El stabilește că Luna este de 18-20 de ori mai mică decât Soarele (în realitate ea este mai mică de 400 de ori) și că diametrul Soarelui ar întrece pe cel al Pământului de 6-7 ori, iar volumul de 200-350.
Totuși rezultatele obținute l-au facut să considere că Soarele, fiind cel mai mare corp ceresc cunoscut, trebuie situat în centru, iar celelalte planete, împreună cu Pamântul, să se rotească în jurul său.
La limita superioară a sistemului solar, Aristarh situa stele fixe. Scrie toate acestea în „Despre dimensiunile și distanțele mutuale ale Soarelui și Lunii” aparută în secolul al III-lea i. de Ch. și republicată în limba latină la Veneția în 1589 și în greacă la Oxford în 1684.
Deși Copernic este considerat creatorul ideii heliocentrismului, Aristarh din Samos este primul care a formulat această ipoteză.
Ideile sale au fost dezvoltate ulterior de Aryabhata și apoi de Al-Biruni.